# アントマン&ワスプ
『アントマン&ワスプ』（原題: Ant-Man and the Wasp）は、マーベル・コミックのキャラクター「アントマン」と「ワスプ」をベースとした、2018年のアメリカ合衆国のスーパーヒーロー映画。監督はペイトン・リード、出演はポール・ラッド、エヴァンジェリン・リリー、マイケル・ペーニャら。『アントマン』（2015年）の続編であり、「マーベル・シネマティック・ユニバース」（MCU）の20作目。マーベル・スタジオ製作、ウォルト・ディズニー・スタジオ・モーション・ピクチャーズ配給。

## 概要
「マーベル・コミック」のアメリカン・コミックヒーロー『アントマン』の実写映画化作品。2015年の映画『アントマン』の続編となるシリーズ第2作。また、様々な「マーベル・コミック」の実写映画を、同一の世界観のクロスオーバー作品として扱う『マーベル・シネマティック・ユニバース』シリーズとしては、第20作品目の映画となる。
『アベンジャーズ/インフィニティ・ウォー』以前の時間軸を選んだ理由について監督のペイトン・リードは「あの物語の後を舞台にすると、人々が混乱に陥って大変ですからね」と苦笑した。また、『シビル・ウォー/キャプテン・アメリカ』から今作に至るまでのストーリーについて、「スコットが無断でスーツを持ち出してアベンジャーズと戦ったことは無視できなかった。私が『シビル・ウォー』のラフカットを見た時に感じたのは、ハンク・ピム博士と娘のホープが（スコットに対して）どういう心境を抱いているのかということでした。もちろん怒りですし、裏切り行為とも捉えられるでしょう。これが、本作のスタート地点として適しているなと思いました」と話した。
マーベル・スタジオ社長のケヴィン・ファイギは本作について「ミクロ化して量子世界に消えた初代ワスプのジャネットを見つけ出す物語です。それ以外に、『アベンジャーズ/エンドゲーム 』に直接つながる物語でもあります。それにより本作に登場するキャラクターたちは、今後かなり重要になります。」と明かした。

## ストーリー
1987年。「ワスプ」ことジャネット・ヴァン・ダインは、ソ連の核ミサイルを停止させるために限界まで縮小し、この世界から姿を消した。ジャネットの夫にして初代「アントマン」ハンク・ピムと娘ホープは長い間、彼女の死を悼み続けていた。しかし28年後、新たに仲間となった二代目「アントマン」スコット・ラングが量子世界から帰還することに成功し、以後彼らは再びジャネットを取り戻すための研究に没頭する。
アベンジャーズを国連の管理下に置く「ソコヴィア協定」の賛否を巡って勃発した「アベンジャーズの内乱」で、協定に反発するキャプテン・アメリカに加担したスコットは、「『ソコヴィア協定』に違反した」として逮捕されたが、ドイツ政府と司法取引を成立させてアメリカへ帰国し、自宅に軟禁され、FBIの監視下にあった。2年に及ぶ軟禁生活が終わりを告げる頃、スコットは量子世界の奇妙な夢を見て、その間絶縁状態だったハンクに連絡を取る。彼が見た夢とは、ハンクたちが作った量子トンネルが起動した影響で流れ込んできたジャネットのメッセージだった。
2年前のスコットの失敗によってFBIに追われる立場にあったハンクとホープは、ジャネット救出のためスコットと再び手を結ぶことを決める。彼らは量子トンネル完成に必要な部品を闇市のディーラーであるソニー・バーチから買い上げようとするが、FBIと内通していたバーチは彼らの弱みを盾に研究成果を要求し抗争に発展。ホープは縮小化能力に加え飛行能力まで有する「ワスプ」のスーツを着てバーチたちを圧倒するが、まるで幽霊のように物質をすり抜ける「ゴースト」が突如現われ妨害を受ける。スコットらの応戦空しくゴーストは姿を消すと、ブリーフケースと同サイズに縮小したラボを奪い去ってしまう。
ハンクはこの危機に、かつてS.H.I.E.L.D.でパートナーであったビル・フォスターを訪ねる。ビルの助言でラボの位置を割り出しゴーストの手から奪還しようとするが、全員が返り討ちに遭い囚われてしまう。ゴーストは身動きの取れない3人に自身の正体を明かす。エイヴァ・スターと名乗る彼女は、かつて父はハンクの助手だったがハンクに追放され量子実験に失敗した挙句、妻と共にこの世を去ったこと、同時に自身の存在が不安定になってしまったことを告白する。彼女は自身を引き取ってくれたビルと協力し、ハンクの量子トンネルとジャネットの持つ力を用いて自身が抱える問題を解決しようとしていた。しかしハンクは、その方法ではジャネットの命に危険が及ぶことを指摘し彼女たちを助けることを拒否、芝居を打ってその場を脱出する。
エイヴァの手を逃れ安定した量子トンネルを起動させると、スコットの意識を乗っ取る形でジャネットが現われ自身の正確な位置を算出し、救出のタイムリミットが2時間であることを警告する。準備を進める中、スコットの友人ルイスに自白剤を打ち3人の居場所を聞き出したバーチがFBIに通報したため、スコットは自宅への一時帰還を余儀なくされ、ハンクとホープは逮捕された上にゴーストにラボを奪取されてしまう。
なんとかFBIの監視をやりすごすことに成功したスコットは、かつてハンクが用いた方法をアレンジして2人を脱出させる。スコットとホープはエイヴァとバーチらの追跡をかわし、その最中にハンクが量子トンネルを用いてジャネットの救出へ向い、ついに現実世界に連れ戻すことに成功する。そしてジャネットは長年自身に蓄えられていた量子エネルギーをエイヴァに与えて彼女の問題を一時的に安定させ、FBIを欺ききったスコットが軟禁から解放されることで、物語は大団円を迎える。
エイヴァの治療に使う量子エネルギーを採取すべく、スコットは小型化した量子トンネルを使い量子の世界を訪れる。ホープが帰還のためのカウントダウンを行うが突如通信が途切れ、スコットは量子の世界に閉じ込められてしまう。ハンク、ホープ、ジャネットがいるはずの地上では、彼らの名残と思わしきチリが舞っているだけであった。

## 登場人物・キャスト
スコット・ラング / アントマン
演 - ポール・ラッド、日本語吹替 - 木内秀信
優秀な元システムエンジニアの泥棒である本作の主人公。前作で窃盗から手を引き、2代目“アントマン”となったのも束の間、アベンジャーズの内乱において独断でスティーブ・ロジャース/キャプテン・アメリカに加担したことにより、ソコヴィア協定の廉で逮捕・投獄され、その後の司法取引に応じて政府からFBIの監視の下自宅で2年間の刑期を務めていた。
ピム父娘とは独断で行動して前述の過失を犯したため、絶縁状態となっていたが、刑期満了3日前のところで、ジャネットと精神リンクしたことにより再びピム父娘からの頼みを受け、FBIから逃れつつジャネットを救い出す活動に協力することになる。
ホープ・ヴァン・ダイン / ワスプ
演 - エヴァンジェリン・リリー、日本語吹替 - 内田有紀
ハンク・ピムとジャネット・ヴァン・ダインの一人娘である、本作のヒロイン。母の遺志を継ぐために、前作のラストで登場した“ワスプ・スーツ（先進プロトタイプスーツ）”を父と共に完成させて、2代目“ワスプ”となる。
父であるピムとは、笑顔でスキンシップも交わせる父娘としての関係に戻っており、ジャネットを量子世界から救い出すため、2人で量子トンネルの開発を進めていたが、スコットの過失のせいでFBIに追われることになり、潜伏生活を余儀なくされていた。
量子トンネルの始動直後に入ったスコットからの連絡により、FBIに気付かれぬように彼の在宅を偽装して連れ出し、ジャネットを救うために協力を要請し奮闘する。
幼年期のホープ・ヴァン・ダイン
演 - マデリーン・マックグロウ、日本語吹替 - 新井美羽

ルイス
演 - マイケル・ペーニャ、日本語吹替 - 小杉竜一〈ブラックマヨネーズ〉
スコットの泥棒仲間にして親友。彼とアパートの一室で同居しており、本作ではスコット、デイヴ、カートと共に、警備会社“エックス・コン・セキュリティ・コンサルタント”を設立し、社長業に勤しむ。スコットがピム父娘を伴って会社を訪ねたことから、本作の一件に関わることになる。
ソニー・バーチ
演 - ウォルトン・ゴギンズ、日本語吹替 - 関智一
本作におけるメインヴィランの一人。表向きはレストランなどの多角経営者だが、裏ではブラックマーケットを取り仕切って暗躍する武器ディーラーである。ピム父娘が研究開発していた量子トンネルに興味を持って、金儲けのための兵器として売り捌くべく、モバイル研究所とその成果を狙う。
ジム・パクストン
演 - ボビー・カナヴェイル、日本語吹替 - 加藤亮夫
マギーの現在の夫にしてキャシーの養父でもある、サンフランシスコの地元警官。本作ではスコットの良き友人としても登場するが、一方では警官としての立ち回りは無く、出番も少ない。
マギー・ラング
演 - ジュディ・グリア、日本語吹替 - 山崎美貴
キャシーの母親で、パクストンの妻。元夫のスコットとは、パクストンと同様に良き友人として和やかに接している。
デイヴ
演 - ティップ・“T.I.”・ハリス、日本語吹替 - 伊藤健太郎
スコットの泥棒仲間で友人。以前は窃盗計画のナビゲーションと車両の運転を得意とする車泥棒だったが、現在はエックス・コン・セキュリティ・コンサルタントの一員。
カート
演 - デヴィッド・ダストマルチャン、日本語吹替 - 松本忍
スコットの泥棒仲間で友人。ハッキングと電気系統の工作の達人で、現在はエックス・コン・セキュリティ・コンサルタントの一員。
エイヴァ・スター / ゴースト
演 - ハナ・ジョン＝カーメン、日本語吹替 - 田中理恵
モバイル研究所と、量子に関する研究を狙う謎の女。本作におけるもう一人のヴィラン的存在である。まるで幽霊の如くあらゆる物質をすり抜ける量子フェージング能力を持つ。全身の分子の結合力が弱く、身体は絶え間ない苦痛にも襲われており、現在のところ寿命が2〜3週間ほどとなってしまうほど切羽詰まっていたが、ピムの研究を知り、量子世界に治療の手がかりがあると考え、量子世界のジャネットからエネルギーを得るためにモバイル研究所を奪取しようと企む。
幼年期のエイヴァ・スター
演 - レイリン・ブラッテン、日本語吹替 - 玉野るな

キャシー・ラング
演 - アビー・ライダー・フォートソン、日本語吹替 - 太田梨香子
スコットが全身全霊をかけて愛する一人娘。本作ではスコットを深く愛する気持ちはそのままに、母や義父との家族仲も良好で、10歳になったためか明るく賢いだけでなく、少々はしたない発言をすることもあるなど、かなりおしゃまな性格になった。
ウーズマン
演 - ディヴィアン・ラドワ、日本語吹替 - 山本高広
バーチから「友人」と呼ばれる彼の手下で、特殊な薬物（自白剤）を使って自白を引き出すプロである。
アニトロブ
演 - ゴラン・コスティッチ、日本語吹替 - ボルケーノ太田
バーチの手下の一人で、オールバックの髪型が特徴。
ノックス
演 - ロブ・アーチャー、日本語吹替 - 田尻浩章
バーチの手下の一人で、 筋骨隆々の両腕にタトゥーを入れた大男。
スタルツ
演 - ショーン・クライアー、日本語吹替 - 森宮隆
ウーの部下の一人である二枚目風のFBI捜査官。ウーたちと捜索活動をするが、実は前述のバーチの内通者であり、彼からは「特別な友人」と称されている。
バーリー
演 - ベンジャミン・バイロン・デイヴィス、日本語吹替 - 後藤光祐
ウーの部下の一人である巨漢のFBI捜査官。ウーたちと共に捜索活動に当たる。
エライアス・スター
演 - マイケル・セルヴェリス、日本語吹替 - 金光宣明
エイヴァの父親で元S.H.I.E.L.D.の科学者。かつてピムの部下として量子研究所に所属していたが、研究にのめり込んで量子トンネルの設計図をピムから盗んだことによりS.H.I.E.L.D.を解雇された。だが独自に量子トンネルを開発し実験したものの、失敗してトンネルが大爆発を起こし、自身は妻と共に死亡。同時にエイヴァの体質を量子フェージング状態に変えてしまった。
キャサリン・スター
演 - リアン・スティール、日本語吹替 - 恒松あゆみ
エライアスの妻でエイヴァの母。エイヴァが6歳の頃、トンネルの大爆発に巻き込まれ、エライアスと共に息を引き取った。
ダニエル・グーブラー
演 - ティム・ハイデッカー、日本語吹替 - 祐仙勇
サンフランシスコ沖を航行する遊覧船のキャプテン。
縮小した車の持ち主
演 - スタン・リー、日本語吹替 - 高桑満
サンフランシスコの車道にいた老人。
ピアソン
演 - スゥーヒラ・エル=アッタール、日本語吹替 - 波乃りん
ウーの部下の一人であるFBIの女性捜査官。スコットの自宅アパートやバークレー大学でウーやバーリーたちと捜索活動をする。
ローズ
演 - ダルシー・シーン
冒頭の回想シーンに登場したキッズシッター。
ジミー・ウー
演 - ランドール・パーク、日本語吹替 - 宮川大輔
スコットを監視するFBI捜査官。前職はS.H.I.E.L.D.エージェントだった。スコットに付けたモニター装置から信号が発せられたり、彼の目撃情報を耳にすると、すぐさまスコットの自宅を漁るように部下たちと家宅捜査を行う。スコットがピム父娘と再会し行動しはじめたことによって彼らの目撃情報が相次ぎ、その度にスコットを捕らえようとする。
ジャネット・ヴァン・ダイン / ワスプ（初代）
演 - ミシェル・ファイファー、日本語吹替 - 高島雅羅
ホープの母親にして、ピムの妻である初代ワスプ。30年前、ピムと共にソ連の核ミサイルを食い止める任務に就き停止させたが、原子より小さくなり続けた結果量子世界へと入り、消息不明になっていた。
スコットが量子世界から帰還を果たしたことで、ピム父娘は彼女を連れ戻すべく再び量子世界の研究と量子トンネルの開発を開始。これによって自らはスコットとのリンクを利用して、夫と娘に応えようと量子世界から行動する。
ビル・フォスター
演 - ローレンス・フィッシュバーン、日本語吹替 - 壤晴彦
量子力学を専門とするバークレー大学教授。かつてはS.H.I.E.L.D.にピム夫妻の研究仲間である科学者として在籍し、エイヴァともそこで知り合った。“ゴライアス計画”でピムの助手を務めていたこともあり、量子の世界やピム粒子についても知識を持つも、ピムとは次第にそりが合わなくなり、一方的に解雇され因縁の関係となってしまった。その後大学で教鞭をとる道に進み、エイヴァの身元を引き取って、彼女の身体の治療法探しを手伝っていた。
若年期のビル・フォスター
演 - ラングストン・フィッシュバーン

ハンク・ピム / アントマン（初代）
演 - マイケル・ダグラス、日本語吹替 - 御友公喜
ピム粒子を発明・開発した天才科学者にして、初代アントマン。ホープの父親で、ジャネットの夫。
前作でのスコットの帰還をきっかけに、ジャネットを救うべく、親子仲を取り戻したホープと再び量子トンネルの研究を着々と進め、スコットの過失によってFBIに追われることになるも、トンネルをついに完成させる。しかし、エイヴァにラボごとトンネルを奪われたことで、彼女や自身の過去と向き合うことになる。

## 設定・用語

### ヒーロー・ヴィランの装備・アイテム
アントマンのツール
本作では、“アントマン・スーツ”と“ヘルメット”は回想シーンも含めてマーク1から3まで登場するが、スコットが直接装備・駆使するのはマーク3のみである。

ワスプのツール
本作でホープ/ワスプは、先進プロトタイプスーツを改良して完成させた“ワスプ・スーツ マーク2”、“ピム粒子ディスク”を装備・駆使する。また、ジャネットも量子世界で“ワスプ・スーツ マーク1”のヘルメットを被っていた。
※ ワスプ・スーツ マーク2についてはこちらを、ワスプ・スーツ マーク1についてはこちらをそれぞれ参照のこと。
ゴースト・スーツ
かつてS.H.I.E.L.D.が、エイヴァ・スター/ゴーストのために開発した特殊ボディスーツ。
自白剤
ウーズマンがSIS時代から使用している薬品。ウーズマンらはこれを「精神活性剤」と呼称する。
H&K P30
ウーズマンが愛用するハンドガン。
ルガーP95
アニトロブが愛用するハンドガン。

### その他のテクノロジー・アイテム・ビークル
本作では、“ピム粒子”、“電磁パルス通信装置”、“1972年式 フォード エコノライン”が前作から引き続き登場する。
ホットウィール・コレクション
ピム父娘が保有するミニカーセット。24台分のさまざまな自動車を縮小し、タイヤ型の格納ボックスにストックしており、必要時に使用したいミニカーをボックスから取り出して拡大させて乗車・運転する。
メルセデス・ベンツ・スプリンター[W906]
本作でピム父娘が主な移動手段として運転するライトバン。
ヒュンダイ・サンタフェ（TM型）
物語の前半で、ホープがスコットを彼の自宅から連れ出すために運転したクロスオーバーSUV。
ヒュンダイ・ヴェロスター（JS型）
クライマックスでルイスがコレクションの中から選んで運転するサブコンパクトカーで、紫色のボディに施されたホットウィールのような炎のペインティングが特徴。
劇中のミニカーサイズの本車両の小道具は、ホットウィールではなく、タカラトミーのトミカである。
ペッツ・ディスペンサ
ルイスがキャシーから誕生日に貰ったという、ハローキティの頭部がついたプラスチック製のケース。スコットとピム父娘の支援に駆けつけたルイスが持ち込んでいたが、クライマックスのカーチェイスでホープが敵に向けてこれを投げつけ、ピム・ディスクで拡大化させ、追撃してきたライダー2人を倒す。
TASER X26
デイヴとカートがクライマックスでウーズマンらに撃ち込んだテイザー銃。
量子トンネル
ピムがS.H.I.E.L.D.在籍時代に設計し、ホープと共にモバイル研究所内に開発・設置した大型装置。これを起動させると、トンネル内を通過する対象を亜原子サイズに縮小させて量子世界内へ送る。
量子スタビライザー
バーチがホープとの取引で用意した、量子トンネル用の部品。
探査機
ピム父娘が量子トンネルと共に開発した、2人乗りの量子世界探査用ポッド。
量子スーツ
宇宙服を彷彿させる、量子世界で安全に活動するための気密服。
モニター装置
FBI当局が監視対象のスコットの左足首に取り付けた小型装置。
特殊チェンバー
エイヴァが就寝する時に入るカプセル状の装置で、ビルによって開発された。

### その他の銃器・車両

#### 銃器
- ハンドガン
  - グロック17
  - グロック19
  - ベレッタ84FS
- ライフル
  - IMI タボールAR21
  - M4A1

#### 車両
- ヒュンダイ・コナ（OS型） - パクストン一家の自家用車として登場する。
- フレイトライナー・FLシリーズ - クライマックスでカーチェイスに巻き込まれた民間の車両を、巨大化したスコットが移動手段として利用する。
- シボレー・マリブ（9代目） - サンフランシスコの車道にいた老人の愛車として登場する。

バーチの一味
- キャデラック・エスカレード（3代目）
- ダッジ・チャージャー デイトナ392
- GMC・ユーコンXL（2代目）
- トライアンフ・スラクストン R - エイヴァもこれを1台奪って運転し、カーチェイスに参戦する。

FBI
- シボレー・インパラ（10代目） - スタルツがピム父娘の逮捕時に運用する。
- シボレー・サバーバン

- （10代目）
- （11代目）

- フォード・エクスプローラー（5代目）
- MRAP

サンフランシスコ市警
- ポリスインターセプター・ユーティリティ

### 登場するアリ・微生物
アリ
本作でも“Carpenter ant”、“サシハリアリ”、“Crazy ant”、“ヒアリ”など、さまざまな種類のアリが多数登場し、スコットやピム父娘をサポートする。
クマムシ
量子世界に複数生息する微生物。ジャネット曰く「可愛いけど人を食べる」生物で、探査機で量子世界に入ったピムにも襲い掛かろうとしている。

### 組織・施設・条約
物語の舞台は前作と同様にカリフォルニア州・サンフランシスコであるため、登場する施設の多くがサンフランシスコ市内に存在する。
モバイル研究所
ピム父娘が新開発したラボ。最大の特徴は、リモコン操作でブリーフケース大に縮小が可能なことで、車輪と伸縮するハンドルも取り付けられているため、トロリーバッグのように運搬ができる。
本作における重要な施設/アイテムであるため、バーチの一味やエイヴァに狙われ、スコットとピム父娘は三つ巴の争奪戦を繰り広げる。
ピム邸
ピム親娘の自宅である地上4階建の屋敷。ホープは幼年期に、馬の絵が描かれた赤いワードローブをいつも隠れ場所にして遊んでいた。本作ではピム父娘がソコヴィア協定の廉で追われているため、冒頭と回想シーン、ラストシーンのみの登場となり、後者ではピム夫妻が縮小したこの屋敷を、離島の浜辺沿いに設置する。
ソコヴィア協定
超人たちやヴィランによる活動と戦闘で、世界各地に多大な被害が被られ続けたことを受けて、樹立された協定書。アベンジャーズの内乱時に違反者となったスコットは、帰国を許可された代わりに、2年の自宅軟禁と3年の保護観察を言い渡されていた。
このことでピム父娘も政府に彼の仲間と認識されて追われる身となり、潜伏活動を余儀なくされている。
エックス・コン・セキュリティ・コンサルタント
サンフランシスコの街角にオフィスを構える小規模な防犯会社。“エックス・コン（X-CON）”とは、“元泥棒”の意である。
S.H.I.E.L.D.
MCUの各作品の多くに登場してきた国際的平和維持組織。本作の時点では公的に解体されているが、本作で下記の計画や部署の存在と、エイヴァを秘密工作員に仕立て上げていたことが発覚する。
ゴライアス計画
ピム粒子を応用した人体巨大化計画。
量子研究所
ピムが元部下のエライアス・スターと共に量子トンネルの研究開発を行っていた部署。
ウィ（Oui）
バーチが所有・経営する、ピアノや複数の年代物のシャンデリアが備わった高級レストランで、バーチの一味が活動拠点として利用している。物語の前半で、ホープとバーチの取引交渉や、現れたエイヴァにスコットまで巻き込んだ乱闘の場となり、客席やキッチンなど店内が荒らされることになる。またバーチは、自白剤を投与された際に警官たちへ「レストランは不衛生」と打ち明けている。
バークレー大学
バークレー市にキャンパスを構える、アメリカのトップランクの公共研究大学。スコットたちは、エイヴァに奪われたモバイル研究所を探知する手がかりを得るためにここに来訪し、本校で教鞭をとるビルを訪ねた。その後、ウーたちFBI捜査官らがスコットとピム父娘の目撃情報を得て駆けつけるが、彼らとニアミスをする。
エイヴァの屋敷
1970〜80年代に人里離れた場所に建てられた現代的なコンクリート製の一軒家。エイヴァが生前の両親と暮らしていた家でもあり、一見空き家のようだが、現代でも家屋として機能しており、家具と共に特殊チェンバーや外部装置も置かれ、敷地内は防犯用の妨害電磁波も発せられている。
ウィでエイヴァに奪われたモバイル研究所を追うスコットたちは、ここで一時エイヴァに捕らわれ、ビルが彼女と繋がっていたことを知る。
ブルックモント小学校
キャシーが通っている小学校。スコットは、アントマン・スーツ マーク2を取り戻すために、ホープと2人で本校に潜入する。
ミュアウッズ
カリフォルニア州の自然保護地域の一つである国立公園で、一度エイヴァからモバイル研究所を取り戻したピムたちは、ここに研究所を置いて潜伏した。しかし、後にバーチの通報を受けて急行したFBIによってピム父娘は逮捕され、研究所も再びエイヴァに奪われてしまう。

### 量子世界
概要
物理的法則や時間の概念が存在しない亜原子サイズの世界。
時間の渦
量子世界にあるといわれる危険地帯。
量子のもつれ
量子世界と現実世界が繋がり合う現象。スコットはかつて量子世界に突入した経験から量子世界内のジャネットとリンクするようになる。

## 関連情報
- カーチェイスシーンでの「ワスプがハローキティのペッツ・ディスペンサを巨大化させて攻撃する」という展開は、アントマン役のポール・ラッドの提案により実現した[12]。
- ミッド・クレジット・シーンは、マーベル・シネマティック・ユニバース前作『アベンジャーズ/インフィニティ・ウォー』のクライマックスの一幕である。他にはビル・フォスターやエイヴァ・スターが登場するシーンや、ルイスが登場するシーンなどが考えられていたが、「『インフィニティ・ウォー』で起きた問題（誰が生存しているか）を無視できなかった」ことが決め手となり、登場人物が決定している[13]。
- ルイスが自白剤を打たれて知っている事を次々と喋るシーンでは、早い段階ではクリス・エヴァンスがカメオ出演する計画があった。内容は『シビル・ウォー/キャプテン・アメリカ』の戦闘シーンをルイスが独自解釈したもので、キャプテン・アメリカがアントマンを野球ボールのように投げるシーンなどが考えられていたという。しかし他の場面でシビル・ウォーへの言及は十分されているとし、没となったという[14]。

## ディズニー・パークでのアトラクション展開
2019年3月、「アントマン&ワスプ:ナノバトル!」が香港ディズニーランド（香港ディズニーランド・リゾート）に設置された。